# Kraven le chasseur (Alyosha Kravinoff)
Pour l’article homonyme, voir Kraven le chasseur (Serguei Kravinoff).
Alyosha Kravinoff, alias le second Kraven le chasseur, est un personnage de fiction appartenant à l'univers de Marvel Comics. Il est apparu pour la première fois dans le comic book Spectacular Spider-Man # 243 (février 1997). Il est le fils de Serguei Kravinoff plus connu sous le nom de Kraven le chasseur.

## Biographie du personnage

### Origines
Alyosha est le fils illégitime et mutant de Kraven le chasseur. Contrairement à son demi-frère Vladimir (alias Grim Hunter), il a été séparé de sa famille et élevé dans la jungle africaine.
Après le suicide de Kraven, Alyosha se rendit à New York pour enquêter sur un père qu’il connaissait à peine. Vêtu comme Kraven, Alyosha fit face à son oncle le Caméléon. Persuadé en le voyant que son demi-frère était revenu des morts, le Caméléon révéla à Alyosha l’essentiel des dysfonctionnements familiaux de la famille Kravinoff et nombre de secrets de Kraven.
L’ancienne maîtresse de Kraven, Calypso Ezili, réussit, elle, à revenir d’entre les morts et, à son tour, confondit Alyosha avec Kraven. Elle séduisit le jeune homme, mais celui-ci repoussa finalement ses avances. Plus tard, chevauchant un éléphant en plein cœur de New-York, Alyosha attaqua Spider-Man, l’empoisonnant avec une fléchette hallucinogène, mais le libéra ensuite.
Alors qu’il résidait dans la résidence Kravinoff, Alyosha découvrait la vie de son père de la bouche de Spider-Man quand Calypso revint, accompagnée des hommes de la tribu de Kraven, mettant le feu à la maison et tuant tous les animaux sauf un, Gulyadkin le lion. Calypso empoisonna Alyosha et Spider-Man, puis utilisa ses pouvoirs hypnotiques pour les obliger à se battre l’un contre l’autre jusqu’à la mort de l’un d’eux. Spider-Man réussit cependant à résister et blessa Calypso, alors qu’Alyosha la maîtrisait avec son lion. Malgré lui avoir demandé pitié, Alyosha tua sauvagement Calypso et tous les hommes de la tribu.

### Parcours
Par la suite, Alyosha fut engagé par la ville de New-York pour participer à la capture de l’énigmatique et énorme chien des Quatre Fantastiques, Puppy. Puis, il fut recruté par le Loup Blanc, ancien chef de la police secrète du Wakanda, afin de lui livrer La Panthère noire. Celui-ci s’avéra néanmoins plus fort et faillit tuer Alyosha. Plus tard, L'Homme-sable proposa au jeune homme de rejoindre les Sinister Six afin de traquer le Dr Octopus et le Sénateur Ward – dont le corps était l’hôte des Z’Nox. Venom (alias Eddie Brock), vexé par son rejet par les Six, commença à traquer chacun d’entre eux. Refusant d’être lui-même « chassé », Alyosha piégea Venom avec du feu, mais celui-ci put quand même le blesser sérieusement avant de prendre la fuite. 
Alyosha adopta alors un caractère plus détendu, plus oisif, devenant un séducteur suave, collectionnant les liaisons. Après avoir participé à une vente de charité avec Spider-Man et J. Jonah Jameson, il commença à se faire appeler simplement « Al », et commença à sortir avec Timber Hughes, une aspirante actrice qui était serveuse dans un bar réservé aux criminels fréquenté régulièrement par Alyosha. Après être devenu l’ami de Spider-Man, auprès duquel il reconnut être un mutant (selon Namor, car sa mère elle-même était une mutante), Al chercha à aider la carrière de Hugues à Hollywood, devenant alors producteur de films et se réinstallant quelque temps en Californie, emmenant avec lui Adrian Toomes (alias le Vautour), un ancien allié et ami de son père.
Malgré ses relations avec plusieurs célébrités, les efforts d’Al furent contrecarrés par l’arrogance, la corruption et la vénalité régnant parmi l’ensemble des responsables d’Hollywood. Rejeté du système hollywoodien par les puissants frères Rothstein, Al fut passé à tabac pendant que Hugues était brutalement violée. Remis de leurs blessures, Al et Timber se vengèrent de leurs ennemis, triomphèrent de son demi-frère, Nedrocci « Ned » Tannengarden – qui était derrière l’agression des Rothstein – se vengèrent des Rothstein, dont l’un fut châtré par Timber elle-même, et rentrèrent ensemble à New York pour y poursuivre leurs activités héroïques. 
Considérant l’histoire de sa famille, ses changements d’humeur et de personnalité, la stabilité mentale d’Alyosha reste douteuse. Après le Jour-M, il conserva ses pouvoirs de mutants. Il fut récemment enlevé par l’Etranger pour participer à sa reconstitution des Guerres secrètes du Beyonder ; après avoir échappé au nouveau Venom (alias McDonald Gargan), Al revint sur Terre en compagnie des autres héros.
Quelques mois après, ses problèmes mentaux nettement aggravés après l’usage des potions de son père, Alyosha décida de créer un zoo constitué de surhumains inspirés du monde animalier, parmi lesquels Bushmaster, la Gargouille (Isaac Christians), le Requin-Tigre, le second Kangourou, l’Aragorn du Chevalier noir du Vatican, le Vautour, la Mangouste, le Minotaure, l’Homme-Dragon, l’Essaim, le Mandrill, le Grizzly, le second Homme-Grenouille et le Rhino. Alerté par des criminels, Le Punisher vint enquêter et affronta alors Alyosha, qui tenta de capturer le vigilant. Mais le Punisher put saboter les efforts de Alyosha, libérant tous ses prisonniers. Cependant, Alyosha réussit à prendre la fuite et se réfugia au Pays sauvage. 
Peu de temps après, Alyosha revint à New York – soit de lui-même, soit appelé par sa famille – et retrouva ainsi sa mère adoptive, Sasha Kravinoff, et sa demi-sœur, Ana Kravinoff, qui comptaient utiliser un ancien rituel afin de ramener à la vie Kraven le Chasseur. Avec elles, il commença la traque de Kaine, puis assistèrent au combat entre Spider-Man et le Lézard. Puis, avec Ana, il traqua la seconde Spider-Woman (Julia Carpenter, désormais Arachné), ce qui les amena en présence de Spider-Man. Les Kravinoff furent blessés et les deux héros leur échappèrent.
Présent lors du sacrifice rituel de la jeune Mattie Franklin, il vit la résurrection de son demi-frère, Vladimir, le Chasseur gris, qui revint cependant sous une forme léonine, semi-humanoïde. Finalement, grâce au sacrifice de Kaine, Kraven revint lui aussi à la vie ; une embuscade fut tendue à Spider-Man et Arachné, qui furent cette fois capturés. Mais la famille Kravinoff fut alors battue par un Spider-Man fou de rage en apprenant les morts de Franklin, Kaine et aussi la première Madame Web ; fuyant devant le tisseur, la famille de chasseurs se réfugia en entier au Pays sauvage. Là, Kraven tua lui-même son épouse et Vladimir, poussant Alyosha à abandonner sa famille, réalisant que, finalement, sa famille était mentalement dérangée et qu’il avait tout à gagner à demeurer à son écart.
Désireuse d’impressionner son père, la jeune Ana décida alors de partir sur les traces d’Alyosha pour le tuer et devenir ainsi la seule héritière des Kravinoff. Ana Kravinoff réapparut plus tard à New York, laissant supposer qu’Alyosha fut finalement tué par sa demi-sœur.

## Pouvoirs et capacités
Alyosha Kravinoff possède des capacités physiques surhumaines : force, vitesse, agilité, endurance et rythme de guérison. Ses cinq sens sont extraordinairement affûtés et il est capable de parler avec les animaux. Lorsqu’il entre dans une crise de fureur, Alyosha peut devenir une véritable bête féroce. 
Il est extrêmement expérimenté avec les armes comme les fléchettes empoisonnées, les haches, les lances, les fouets, les pistolets et les filets. Il est malgré cela un excellent combattant à mains nues.

## Version alternative
Dans Marvel Zombies: Dead Days, il existe une version zombie de Alyosha. Dans le futur alternatif de Spider-Man: Reign, Alyosha est le chef des Sinistres Six.